# Campeonato Africano de Atletismo de 2010 - Lançamento de disco masculino
A prova do lançamento de disco masculino do Campeonato Africano de Atletismo de 2010 foi disputada no dia 29 de julho de 2010 em Nairóbi, no Quênia. 

## Recordes
Antes desta competição, os recordes mundiais e do campeonato nesta prova eram os seguintes:
|                       | Nome          | Nacionalidade     | Distância | Local             | Data                |
| --------------------- | ------------- | ----------------- | --------- | ----------------- | ------------------- |
| Recorde mundial       | Jürgen Schult | Alemanha Oriental | 74m 08cm  | Neubrandenburg    | 6 de junho de 1986  |
| Recorde do campeonato | Frantz Kruger | África do Sul     | 63m 85cm  | Brazzaville       | 14 de julho de 2004 |
| Recorde africano      | Frantz Kruger | África do Sul     | 70m 32cm  | Salon-de-Provence | 26 de maio de 2002  |

## Medalhistas
| Ouro                        | Prata                      | Bronze             |
| Omar Ahmed El Ghazaly (EGY) | Yasser Ibrahim Farag (EGY) | Victor Hogan (RSA) |

## Cronograma
Todos os horários são locais (UTC+3).
| Data        | Hora  | Evento |
| ----------- | ----- | ------ |
| 29 de julho | 15:40 | Final  |

## Resultado final
| Posição           | Atleta                | Nacionalidade      | #1    | #2    | #3    | #4    | #5    | #6    | Resultados | Notas                |
| ----------------- | --------------------- | ------------------ | ----- | ----- | ----- | ----- | ----- | ----- | ---------- | -------------------- |
| Medalha de ouro   | Omar Ahmed El Ghazaly | Egito              | 58.30 | 59.27 | 57.58 | 59.30 | 58.75 | X     | 59.30      |                      |
| Medalha de prata  | Yasser Ibrahim Farag  | Egito              | 56.86 | X     | 58.71 | X     | X     | X     | 58.71      |                      |
| Medalha de bronze | Victor Hogan          | África do Sul      | 55.01 | 54.90 | 54.03 | 56.58 | 55.18 | 58.11 | 58.11      |                      |
| 4                 | Nabil Kiram           | Marrocos           | 51.60 | 52.53 | 52.52 | 56.58 | 50.21 | X     | 54.27      |                      |
| 5                 | Ali Khalifa           | Líbia              | 54.10 | 53.23 | X     | X     | 52.01 | 53.31 | 54.10      |                      |
| 6                 | Abdelmoumene Bourakba | Argélia            | X     | 48.63 | 48.13 | 50.96 | 50.47 | 49.20 | 50.96      |                      |
| 7                 | Joshua Pondo          | Quênia             | X     | 45.90 | 46.13 | 47.52 | 45.93 | 48.17 | 48.17      | Recorde da temporada |
| 8                 | David Limo            | Quênia             | 47.84 | 46.83 | 48.02 | 46.97 | X     | 47.48 | 48.02      | Recorde da temporada |
| 9                 | Daniel Kimeli         | Quênia             | 44.09 | X     | 41.27 |       |       |       | 44.09      |                      |
| 10                | Kwabena Keene         | Gana               | 43.14 | 43.03 | 42.92 |       |       |       | 43.14      |                      |
| 11                | Siegfried Luccioni    | Gabão              | X     | X     | 39.38 |       |       |       | 39.38      |                      |
| 12                | Franck Elemba Owaka   | República do Congo | 38.56 | X     | X     |       |       |       | 38.56      |                      |

Legenda
| Recorde mundial       | Recorde mundial (World record)               |                       | Recorde africano                      | Recorde africano (African) |                                           | Q | Classificado por posição (Qualified) |
| Recorde do campeonato | Recorde do campeonato (Championship record)  | Recorde da América    | Recorde da América (Americas)         | q                          | Classificado por melhor tempo (Qualified) |   |                                      |
| Melhor marca do ano   | Melhor marca do ano (World leading)          | Recorde asiático      | Recorde asiático (Asian)              | DNS                        | Não largou (Did not start)                |   |                                      |
| Recorde nacional      | Recorde nacional (National record)           | Recorde europeu       | Recorde europeu (European)            | DNF                        | Não terminou (Did not finish)             |   |                                      |
| Recorde pessoal       | Recorde pessoal do atleta (Personal best)    | Recorde da Oceania    | Recorde da Oceania (Oceania)          | DSQ / DQ                   | Desclassificado (Disqualified)            |   |                                      |
| Recorde da temporada  | Recorde da temporada do atleta (Season best) | Recorde sul-americano | Recorde sul-americano (South America) | NM                         | Sem marca (No mark)                       |   |                                      |